# Nyanpire
Nyanpire The Animation (яп. にゃんぱいあ The Animation) — аниме-сериал, созданный на студии Gonzo под руководством режиссёра Такахиро Ёсимацу на основе популярной додзинси The Gothic World of Nyanpire автора под псевдонимом yukiusa. Для самого Ёсимацу работа над Nyanpire стала первой в его карьере режиссёра. Трансляция сериала проходит на телеканале Kids Station с 6 июля 2011 года.

## Персонажи
Нянпир (яп. にゃんぱいあ) — котёнок-вампир.
Сэйю: Ами Косимидзу
Нянтэнси (яп. にゃてんし) — белый кот, падший ангел.
Сэйю: Дзюн Фукуяма
Мисаки-тян (яп. 美咲ちゃん) — хозяйка Нянпира.
Сэйю: Сион Хирота
Масамуня Докуганрю (яп. 独眼竜まさむにゃ) — кот-самурай. Испытывает к Нянпиру любовные чувства.
Сэйю: Нориаки Сугияма
Тятямару (яп. 茶々丸) — сводный брат Нянпира.
Сэйю: Юко Гото
Комори-кун (яп. 小森くん) — , Мори-кун (яп. 毛利くん)два друга, летучие мыши-вампиры.
Сэйю: Нодзоми Маэда
Вампир (яп. ヴァンパイア) — человек-вампир.
Сэйю: Синносукэ Татибана

## Список серий
| 1 | I Want Blood meow (Хочу кровушки) «Chii Kure nya» (血ぃくれにゃ)                                                | 6 июля 2011 года      |
| Вампир находит голодного брошенного котёнка и даёт ему испить своей крови, после чего животное само становится вампиром. Приютённый Нянпир просит у своей хозяйки Мисаки крови, но получает отказ. Тогда он находит в холодильнике кетчуп (из-за цвета считая его кровью) и выпивает его, разливая часть на полу. После этого Мисаки решает его угостить рыбой.                                                           | |                       |
| 2 | Masamunya Dokuganryu Appears (Появление Масамуни) «Dokugan-ryū Masamunya Tōjō» (独眼流まさむにゃ登場)           | 13 июля 2011 года     |
| Нянпир встречает кота-самурая Масамуню Докуганрю, который заявляет, что готов его одолеть. После неудачи, решив, что Нянпир — кошечка, пытается с ним поближе познакомиться, но узнаёт его настоящий пол. | |                       |
| 3 | Nyangel Appears (Появление Нянтэнси) «Nyatenshi-san Tōjō» (にゃてんしさん登場)                                  | 20 июля 2011 года     |
| Нянпир знакомится с котёнком-ангелом Нянтэнси. Тот позволяет ему испить своей крови. Приревновавший Масамуню разрешает Нянпиру испить и своей крови, но, будучи уже сытым, тот отказывается от предложения. | |                       |
| 4 | Nyangel's Story (История Нянтэнси) «Nyatenshi-san Monogatari» (にゃてんしさん物語)                              | 27 июля 2011 года     |
| Нянпир, Масамуня и Нянтэнси греются на солнышке. Нянтэнси рассказывает, что был изгнан с небес из-за кошечки, в которую влюбился. Тронутые историей Нянпир и Масамуня ему сочувствуют, но Нянтэнси вскоре признаётся, что выдумал эту историю. | |                       |
| 5 | Nice to Meet You (Приятно познакомиться) «Hajimemashite» (はじめまして)                                         | 3 августа 2011 года   |
| Мисаки-тян приносит домой Тятямару и знакомит с ним Нянпира. Уходя, Мисаки-тян оставляет им тарелку с клубникой. Тятямару, незаметно для Нянпира, съедает её всю. Обиженный Нянпир выгоняет Тятямару, но испытывается из-за этого чувство вины. Через некоторое время Тятямару возвращается с новой тарелкой клубники, и они мирятся.                                                                                     | |                       |
| 6 | Want to Come to My House? (Хочешь жить со мной?) «Uchi ni Konai ka» (うちに来ないか)                            | 10 августа 2011 года  |
| Масамуня, идя домой, наблюдает свадьбу и представляет себя женихом, а Нянпира — невестой. Незаметно подходит Нянпир и рассказывает Масамуне о своей несчастной жизни. Масамуня предлагает переселиться к нему. Но в этот момент Нянпира Мисаки-тян зовёт на ужин, от которого тот не в силах отказаться. | |                       |
| 7 | Mori and Komori Appear (Появление Мори и Комори) «Mōri-kun to Komori-kun Tōjō» (毛利くんと小森くん登場)         | 17 августа 2011 года  |
| Нянпир спит на травке, ему снится кошмар с Вампиром. Просыпается он от укусов двух котиков-вампиров Мори и Комори. Те пугают Нянпира страшилкой про Вампира. Пытаясь успокоить и развеселить напуганного родственника, Мори и Комори доводят Нянпира до слёз. | |                       |
| 8 | Summer Festival (Летний фестиваль) «Natsu Matsuri» (夏祭り)                                                     | 24 августа 2011 года  |
| На летнем фестивале Нянпир капризничает из-за подаренной ему Масамуней жёлтой (с рисунком подсолнуха) юкаты. Тятямару извиняется за брата. Герои угощаются яблоками в карамельном сиропе. В тире Масамуня выигрывает большую статую Будды. | |                       |
| 9 | First Errand (Первое задание) «Hajimete no Otsukai» (はじめてのおつかい)                                        | 31 августа 2011 года  |
| Нянпир играет с клубком. Тятямару, напоминает ему о поручении Мисаки-тян сходить в магазин. Нянпир продолжает играть, и Тятямару был вынужден сам идти за покупками. По дороге встречает удивленных Масамуню и Нянтэнси, которые идут к Нянпиру и стыдят его. Нянпир бросается догонять Тятямару, но сам теряется, и его, уже с покупками, находит Тятямару.                                                              | |                       |
| 10 | Warrior Masamunya's Sacrifice (Жертва воина всех Масамуней) «Bushi Masamunya no Kenshin» (武士まさむにゃの献身) | 7 сентября 2011 года  |
| Масамуня зовёт Нянпира на пикник, однако из-за его охрипшего голоса, решает, что тот смертельно болен (в то же время Тятямару приносит поперхнувшемуся брату воды). Масамуня, испугавшись, что Нянпир умрёт, покупает ему гору лекарств и пичкает его ими. Но тут появляется Нянтэнси и напоминает друзьям, что кот-вампир и так бессмертен.                                                                              | |                       |
| 11 | Halloween (Хэллоуин) «Harowin» (ハロウィン)                                                                     | 14 сентября 2011 года |
| Тятямару, Масамуня, Нянпир и Нянтэнси сидят на крыше. Последний рассказывает о дне всех святых — Хэллоуине и приглашает принять участие в его праздновании. Нянпир одевается тыквой, а Тятямару — приведением. Они встречают Мори и Комори, раскрашенных девушками. Те дарят Тятямару воздушный поцелуй. Нянтэнси хитростью отбирает сладость у малыша. Появляется Масамуня в костюме призрака, но его поднимают на смех. | |                       |
| 12 | Vampire Again (И снова Вампир) «Vanpaia Futatabi» (ヴァンパイア再び)                                            | 21 сентября 2011 года |
| Нянпир опасается, что поскольку он бессмертен, ему придётся стать свидетелем смерти всех своих лучших друзей. Однако он решает об этом не думать и вместе с Масамуней, Нянтэнси и Тятямару отправляется на пикник. | |                       |

## Отзывы и критика
Уже первая серия вызвала среди обозревателей неоднозначную реакцию, даже в рамках рецензентов одного сайта — Anime News Network:
- По мнению Терона Мартина примечателен сам факт выпуска сериала, поскольку к этому времени студия Gonzo уже долгое время испытывала финансовые трудности (Nyanpire стал первым сериалом компании за предыдущие 2 года)[5]. Концепцию сериала Мартин назвал «достаточно глупой» (англ. silly enough) и выразил надежду, что у студии есть «что-то получше».[6]
- По словам Джии Менри акцент сериала на тему питья крови может выглядеть странно, учитывая его целевую аудиторию — маленьких детей (трансляция проходит на детском телеканале Kids Station). Закрывающую композицию сериала длительностью в полторы минуты, в которой танцуют и поют настоящие, а не рисованные люди, она назвала «довольно неприятной».[7]
- По мнению же Ребекки Сильверман сериал, учитывая целевую аудиторию, «имеет свой шарм», а эндинг является живым действием с весёлой женщиной-вампиром в стиле готической лолиты, мужчиной-вампиром, парой ребят из группы поддержки и танцующими горничными.[8]

Обозреватель сайта Japanator.com Тайлер Джонс назвал кадры закрывающей композиции сериала «танцевальной феерией».
Нянпир в качестве персонажа ещё до официальной премьеры сериала попал в топ-9 наиболее причудливых котов из аниме, составленный Джией Менри: в списке он занял 8 место. По состоянию на начало 2011 года различных товаров, связанных с франшизой Nyanpire, было продано более 3 млн штук.